# 大阪西成女医不審死事件
大阪西成女医不審死事件（おおさかにしなりじょいふしんしじけん）とは、2009年に大阪府大阪市で発生した女性医師変死事件。現在も未解決事件となっている。

## 概要
2007年（平成19年）4月1日から大阪府大阪市西成区鶴見橋の診療所で内科医として勤務し、労働者支援、夜間パトロールなど地域活動を行っていた女性（当時34歳）が、2009年（平成21年）11月16日、診療所から2.5 kmの位置にある、大阪市西成区の木津川、千本松渡船場（水深約8 m）にて遺体で発見された。
この事件に関し、大阪府警察本部は女性の遺体を検視した結果、女性が死亡直前に知人に送った手紙等を根拠に、「過労による自死」と判断したが、2010年（平成22年）9月14日、再捜査要求、苦情申し立てが大阪府公安委員会に対して女性の遺族から行われる。2012年（平成24年）8月22日、遺族が提出した「殺人・死体遺棄事件」としての刑事告訴状が受理され、再捜査が行われることとなった。

## 経過
- 2009年11月13日22時、診療所の他の医師が死亡女性医師の診療所勤務を確認。
- 2009年11月14日4時15分（天候：強い雨）、女性が警備システムをカードで作動させ、診療所を離れる。診療所のある商店街アーケード設置防犯カメラ（全8台）には女性は映っていない。
- 2009年11月14日4時16分、診療所警備システム警報が作動[1]。
- 2009年11月14日4時50分（警報作動から約30分後）、警備会社警備員が到着。診療所は無人。女性は知人にメールを送信。
- 同日、自宅近くの郵便ポストに、その知人（男性、63歳、元患者、女性死亡後に自らを元交際相手と称する。）宛に絵はがきを投函。絵はがきの内容は「出会えたことを心から感謝しています。釜のおっちゃん達のために元気で長生きして下さい」[4][5]だった。
- 2009年11月16日1時20分、第一発見者の釣り人が、着衣、立位、死後硬直状態の遺体を発見。
- 2009年12月、警察は死亡者の自転車を、住居、遺体発見現場双方と異なる市営団地（遺体発見場所の千本松渡船場から2.5 km）で発見。自転車から指紋は検出されなかったと警察発表。
- 2010年3月、西成警察署は「死体頭部の傷は生存中のもの」と発表。
- 2010年9月14日、女性の遺族は大阪府公安委員会に対して再捜査要求、苦情申し立てを行う。
- 2010年10月14日、一周忌追悼会。
- 2011年2月3日、西成警察署は、死因は自殺と遺族に説明。
- 2011年2月25日、衆議院予算委員会で取り上げられ、警察庁刑事局長は事件・事故両面で捜査中である旨答弁した[6]。
- 2012年8月22日、遺族提出の刑事告訴状が受理される。
- 2012年11月1日、釜ヶ崎日雇労働組合が山中秀俊執行委員長名で週刊金曜日の記事[7]に関して編集長宛抗議文を出す。抗議文の中で元交際相手とは釜ヶ崎日雇労働組合組合員だと明かした[8]。
- 2012年11月16日、死体遺棄罪での公訴時効が成立[9]。
- 2013年2月4日、昨日の2.3反弾圧全国集会から、週刊金曜日編集部に対する反撃を本格的に始めたと釜ヶ崎日雇労働組合がツイッターで宣言[10]。
- 2021年3月、府議会での「女性医師変死事案」を巡る捜査状況の質問に対し、大阪府警の井上一志本部長は「『犯罪の疑いあり』と考え、捜査しているが、『犯罪である』と明確に断定できる状況に至っておらず、事件と事故の両方から捜査している」と答弁。[11]

## 議論点

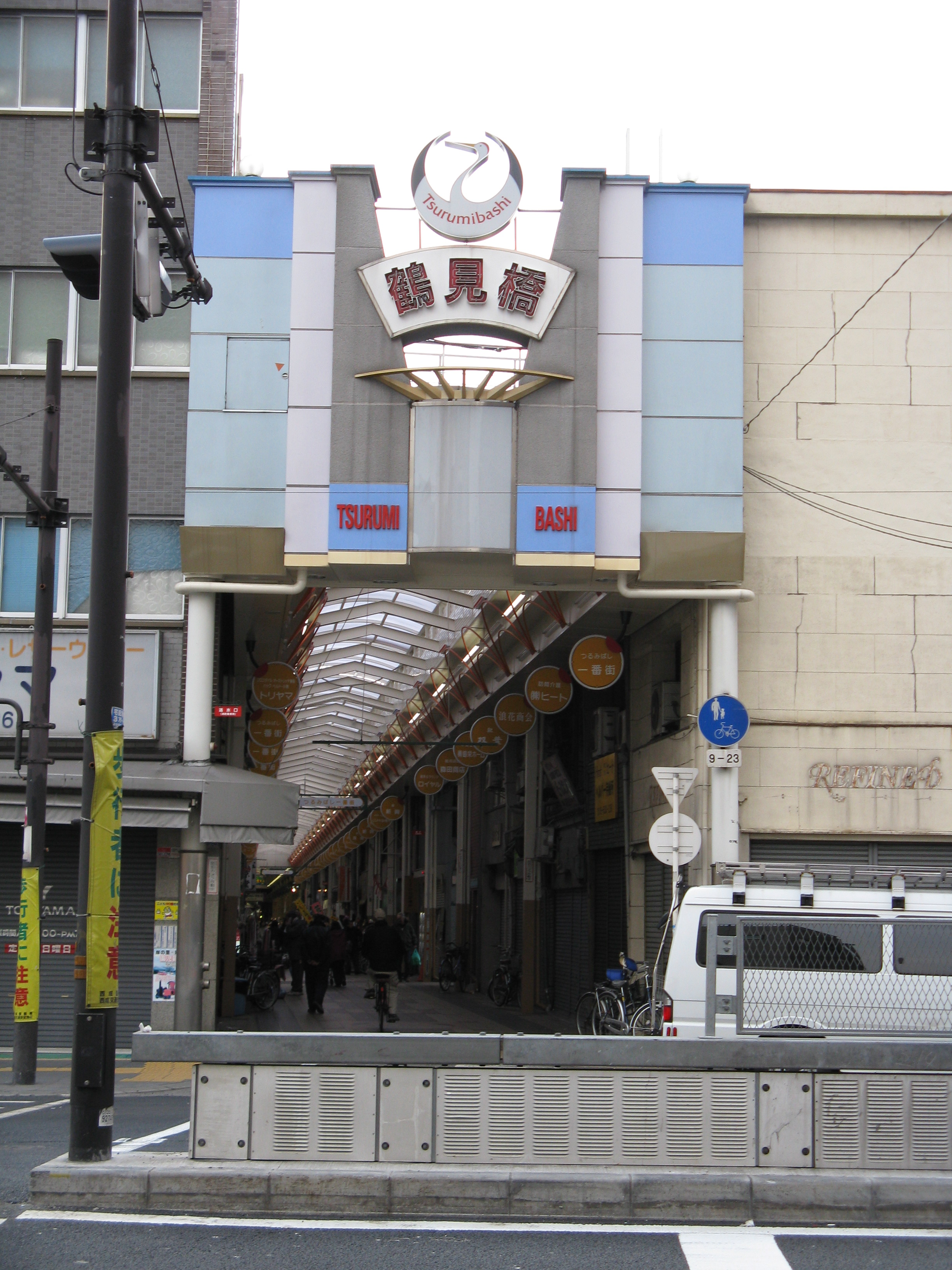
診療所のある鶴見橋商店街1番街の入口、2008年

### 死亡時の負傷箇所
- 首の圧迫痕
- 頭頂部の瘤（こぶ）：高さ3 cm
  - 西成署による死亡診断（当初）：「水死体引き上げ時に遺体を地面に置く際にできた。」
  - 遺族：「血流がある生存状態でのみ、こぶは出来る。」
    - 西成署による死亡診断（2010年3月）：死体頭部の傷は生存中のもの。
- 右顔面
- 右手

### 死亡推定時刻
- 警察作成の死体検案書では「2009年11月14日午前」、一方行方不明が確認された11月14日から15日14時30分まで、遺族は女性の衣服ポケットで発見された携帯電話にかけ続け、呼び出し音を確認。
- 2009年11月14日8時30分、女性自宅から話し声がしたという証言
- 2009年11月14日10時、女性死亡の報を受けたという証言者の存在

### 遺体の状態
- 死体検案書死因：溺死 ←女性は泳ぎが得意
- 死後硬直：←水死体は関節が動くために死後硬直しない。
- 着衣

### 死体発見後の状況
- 女性医師の自宅（診療所から自転車で5分の距離）の鍵は開いていた。
- 女性宅の郵便ポストが破壊されていた。
- 部屋の中（テレビの裏、本棚の天板、ドア敷居の上、書籍等）に埃（ほこり）が無く、現場検証では指紋非検出（西成署発表）
- 洗濯機の中に衣服
- 失踪から遺体発見までの間、携帯電話は呼び出し音が鳴った。自殺なら水に浸かっていたはず。
- 発見された自転車にも指紋がなかった。
- 自殺する理由がなかった。[12]

### テレビ番組
- TBS「報道特集」2010年8月21日、9月25日（「女性医師の不審死、ある重要な物」）
- テレビ朝日「スーパーJチャンネル」「女性医師 死の真相」2010年9月2日
- フジテレビ「スーパーニュース」2010年10月26日
- テレビ朝日「スーパーモーニング」2010年11月8日
- TBSNスタ  「女医の死に多くの謎」2010年11月17日
- テレビ朝日「スーパーJチャンネル」「元交際相手の注目証言」2010年11月23日
- テレビ朝日「報道ステーション」2010年11月29日
- テレビ朝日「スーパーJ チャンネル」2011年4月21日
- フジテレビ「特捜!最強FBI緊急捜査　日本未解決事件を追う!」「大阪西成女医変死事件」2018年10月27日
- テレビ東京「日本怪奇ルポルタージュ」「あさま山荘事件…総括とは何だったのか？」の回（後半部分で「大阪西成女医不審死事件」も扱った）　2024年7月1日